# Archieparchie Hasaka-Nisibi
Archieparchie Hasaka-Nisibi je eparchie syrské katolické církve, nacházející se v Sýrii.

## Území
Eparchie zahrnuje území guvernorátu Hasaka, město Nisibis leží na území Turecka a hraničí s guvernorátem.
Biskupským sídlem je město Hasaka, kde se nachází hlavní chrám – katedrála Nanebevzetí Panny Marie.
Rozděluje se do 9 farností. K roku 2021 měla 1 400 věřících a jednoho eparchiálního kněze.

## Historie
Roku 1932 byl zřízen patriarchální vikariát Gazira.
Dne 15. července 1957 byl bulou Summam animo papeže Pia XII. vikariát povýšen na eparchii Hasaka.
Dne 3. prosince 1965 byla eparchie povýšena archiieparchii a získala své současné jméno.

## Seznam biskupů a arcibiskupů
- Jean Karroum (1959–1967)
- Jacques Michel Djarwé (1967–1981)
- Jacques Georges Habib Hafouri (1982–1996)
- Jacques Behnan Hindo (1996–2019)
  - Denis Antoine Chahda (2019–2019) apoštolský administrátor
  - Joseph Abdel-Jalil Chami (2019–2022)
- Joseph Abdel-Jalil Chami (od 2022)